# ماري وين وارنر
ماري وين وارنر (Mary Wynne Warner) (22 يونيو 1932- 1 أبريل 1998) عالمة رياضيات ويلزية، متخصصة في الرياضيات الضبابية. أشارت نشرة جمعية لندن للرياضيات إلى أن الطوبولوجيا الضبابية كانت «المجال الذي كانت فيه واحدة من روادها واعترف بها كأحد الشخصيات الرائدة على مدار الثلاثين عامًا الماضية.».

## حياتها وتعليمها
ولدت ماري وين ديفيز في كارمارثين بويلز، الابنة الكبرى لسيدني وإيستر ديفيز. نشأت في لاندوفري، حيث كان والدها مديرًا لمدرسة. تلقت تعليمها في مدرسة هوولز الداخلية في دينبيغ.
حصلت على منحة للدراسة في كلية سومرفيل بأكسفورد، حيث ركزت على الطوبولوجيا في دراساتها الرياضية مع هنري وايتهيد، وحصلت على الدرجة الثانية في عام 1953، وحصلت على الدكتوراه من جامعة وارسو، بأطروحة بعنوان «تناظر مساحات المنتج الديكارتي» (1966).

## المهنة
تمثلت مهنة ماري وين وارنر المهنية من خلال المهام الدبلوماسية لزوجها. حيث أجرت بحثًا في بكين، وعُيّن زوجها في رانغون في منصب دبلوماسي آخر، وقامت بتدريس الرياضيات. ولفترة في السبعينيات، شغلت مناصب التدريس في جامعتين في كوالالمبور. خلال إقامتها الطويلة في إنجلترا، درّست في جامعة سيتي لندن، حيث أصبحت أخيرًا أستاذة في عام 1996.

## الحياة الشخصية
تزوجت ماري وين ديفيز من الدبلوماسي وضابط المخابرات السيد جيرالد وارنر في عام 1956. وأنجبا ثلاثة أطفال هم سيان (مواليد 1958)، وجوناثان (مواليد 1959)، وراشيل (مواليد 1961)، وجميعهم ولدوا في بلدان مختلفة. توفيت في عام 1998 في إسبانيا، عن عمر يناهز 65 عامًا. ودُفنت في باحة كنيسة كيمرتون حيث دُفن بالفعل اثنان من أطفالها.